# 박건희문화재단
박건희문화재단은 故박건희의 뜻을 이어 설립된 비영리문화재단으로서, 사진문화예술의 창작 및 학술 연구 활동을 지원합니다. 2001년 5월 3일 설립된 문화체육관광부 소관의 재단법인이다. 사무실은 경기도 성남시 쇳골로 77, 지1층호(금곡동)에 있다.

## 주요 사업
- 사진창작 지원
- 한국사진 버추얼갤러리 (Virtual Gallery)
- 다음작가상
- 다음주니어 사진 페스티발
- 미래작가상

## 업같이 보기
- 박건희